# 8261 Ceciliejulie
8261 Ceciliejulie (1985 RD) là một tiểu hành tinh vành đai chính.